# Archive for Research in Archetypal Symbolism
The Archive for Research in Archetypal Symbolism (ARAS) est une collection encyclopédique d'image archétypales composée de photographies d'art, d'images rituelles ou d'artefacts provenant de toutes les cultures et traditions du monde entier. Il s'agit d'un projet démarré en 1933 par Olga Fröbe-Kapteyn, au sein du cercle Eranos, un lieu de rencontres pour les analystes jungiens. Les archives sont hébergées par National ARAS installé à New York, Los Angeles, Chicago et San Francisco.
Les archives contiennent actuellement près de 17 000 images et photographies collectées depuis soixante années, chacune accompagnée d'une explication encyclopédique. Le commentaire inclut également une mise en relief culturelle et historique, géographique aussi, permettant de situer l'image dans son contexte. Le dispositif contient aussi une bibliographie sur chacune de ces images et un glossaire permet d'en comprendre les termes techniques employés.
Les archives sont consultables sur place, mais il existe aussi une consultation via internet, accès qui nécessite une inscription et les images sont catalogués par mots-clés, historiques, géographiques ou culturels entre autres. 